# 挪車棋

3*3的挪車棋初始布置

挪車棋（Dodgem）是當時為劍橋大學數學系學生Colin Vout於1972年推出的兩人棋類。马丁·加德纳在其書《Time Travel and Other Mathematical Bewilderments》第十二章介紹此棋類。
4*4棋盤的挪車棋在1972年被商品化，稱為恐龍賽跑（DINO DODG'EM）。

## 棋具
- 棋盤為N*N棋格。

- 每方棋子數量為N-1，以兩色區分敵我。通常是紅、藍。

- 棋子造型為火柴盒小汽車，以便表示可移動方向。

## 規則
- 棋子皆放在棋位上，一棋子只可佔一棋位。

- 初始布置時，紅方棋子置於最底行，但左下格不放棋，車頭朝上；藍方棋子置於最左側列，車頭朝右，同樣左下格不放棋。

- 每方流輪移動一己子。任何棋子需循縱橫移動一格至鄰邊空棋位，可往車頭、車右、車左側三種方向之一移動，唯不可往車尾後退。

- 紅方棋子抵達最頂橫行時，或藍方棋子抵達最右縱列時，擁有方都可以花一著把該己棋子移出棋盤。

- 以所有棋子先移出棋盤者獲勝[4]。

## 外部連結
- 遊戲介紹[永久]
- 遊戲討論 （页面存档备份，存于）
- 遊戲下載